# 小林李衣奈
小林 李衣奈（こばやし りえな、1999年〈平成11年〉11月17日 - ）は、日本の気象キャスター。ウェザーニューズ所属。愛称はりーちゃん、会長。兵庫県神戸市出身。

## 来歴
3歳からミュージカルを習い、その一環でクラシックバレエ・タップダンス・ジャズダンスなどの様々なダンスに取り組んだ。
甲南大学在学中に「Miss&Mister キャンパス甲南2020」にエントリーするも、コンテスト自体が中止になった。
大学卒業後はいったん一般企業に就職したが、学生時代に利用していたオーディション情報サイトをたまたま見返した際に発見したウェザーニュースのキャスターオーディションに応募し、2022年5月に合格。会社を4か月で退職しキャスターに転身した。なおこのオーディションでの採用は1名のみであったため、同期はいない。
2022年8月31日、『ウェザーニュースLiVE・コーヒータイム』内(12時45分～12時55分)にてお披露目会が実施され、13時から1時間、同番組を担当。キャスターデビューとなった。
2022年9月1日、『ウェザーニュースLiVE・コーヒータイム』にて、初めて3時間を担当した。

## 人物
- 関西出身ということもあり、サッカーではヴィッセル神戸のファン、プロ野球ではオリックス・バファローズと阪神タイガースのファンである[11]。
- 趣味はミュージカル鑑賞、クラシックバレエ、タップダンス[4]。
- 祖父母が長野県出身[12]。
- 名前の「李衣奈」の由来は神戸ルミナリエである[11]。
- 吉本新喜劇のファンである[13]。
- 大学生の時にスターバックスコーヒーの店員バイトをしていたことがある[14]。
- 幼少期に家族・親戚から『親方』と呼ばれていた[15]。

## 出演

### ウェザーニュースLiVE
全てキャスターとして出演。
- ウェザーニュースLiVE・コーヒータイム - 2022年8月31日-
- ウェザーニュースLiVE・サンシャイン - 2022年9月4日-
- ウェザーニュースLiVE・アフタヌーン - 2022年9月6日-
- ウェザーニュースLiVE・イブニング - 2022年9月12日-
- ウェザーニュースLiVE・モーニング - 2023年1月20日-
- ウェザーニュースLiVE・ムーン - 2024年7月5日-

### ナレーション
- ウェザーニュースCM（2024年6月）[16]
- 不二家 モーニングマアムCM「グッドモーニングマアム」篇（2024年7月）[17]